# أبنائي الثلاثة
أبنائي الثلاثة (بالإنجليزية: My Three Sons)‏ هو مسلسل كوميديا موقف تم إنتاجه في الولايات المتحدة. بدأ عرضه في سنة 1960. عرض على هيئة الإذاعة الأمريكية وسي بي إس. بلغ عدد مواسم المسلسل 12 موسما، بلغ عدد حلقاته 380 حلقة، وتبلغ مدة الحلقة الواحدة 25 دقيقة. تم بث المسلسل لأول مرة بتاريخ 29 سبتمبر 1960 بينما تم بث آخر حلقة منه بتاريخ 13 أبريل 1972 بعد أن استمر لقرابة 12 عاما. من بطولة فريد ماكموري، ويليام فراولي، وليام ديماريست، دون جرادي، ستانلي ليفينغستون، باري ليفينغستون، تيم كونسيدين وميريديث ماكراي.

## روابط خارجية
- أبنائي الثلاثة على موقع IMDb (الإنجليزية)
- أبنائي الثلاثة على موقع ميتاكريتيك (الإنجليزية)
- أبنائي الثلاثة على موقع أول موفي (الإنجليزية)
- أبنائي الثلاثة على موقع فيلمافينيتي (الإسبانية)
- أبنائي الثلاثة على موقع كينوبويسك (الروسية)
- أبنائي الثلاثة على موقع ألو سيني (الفرنسية)
- أبنائي الثلاثة على موقع قاعدة بيانات الفيلم (الإنجليزية)